# Reserva Siletz
La reserva Siletz és una reserva índia de 15,157 km² al comtat de Lincoln, Oregon, Estats Units, propietat de les Tribus Confederades d'Indis Siletz. La reserva té nombroses parcel·les no contigües al centre-est del comtat de Lincoln, principalment a l'est de la ciutat de Siletz, vora la frontera amb el comtat de Polk. (La ciutat es troba a 44° 43′ 19″ N, 123° 54′ 59″ O / 44.72194°N,123.91639°O.

## Història

### Establiment
En novembre de 1855 el president dels Estats Units Franklin Pierce va emetre una ordre executiva creant una reserva per a la reubicació dels pobles indígenes de la regió costanera del Territori d'Oregon. Hi fou designada com a reserva "Costa" o "Siletz" una franja de 120 milles de terra. Aquesta reserva s'estenia des de Cape Lookout al comtat de Tillamook a la costa del nord i s'estenia tot el camí fins al riu Siltcoos, vora Florence al sud.
Com la població d'Oregon va créixer, aquestes terres de la reserva es van obrir a poc a poc a l'assentament dels nouvinguts blancs, que van desplaçar als pobles indígenes. Tribal groups restablished a presence in isolated portions of their traditional homelands. La Llei Dawes de 1887 privatitzà les terres tribals restants i es va accelerar encara més el procés d'atomització dels pobles indígenes de l'estat apropiant les terres considerades "excessives" pels nous colons.